# 케빈 올루졸라
케빈 올루울 올루졸라(영어: Kevin Oluwole Olusola, 1988년 10월 5일 ~ )는 미국의 첼로리스트이자 비트박서, 색소포니스트, 피아니스트, 작곡가, 프로듀서, 가수이다. 올루졸라는 펜타토닉스의 비트박서로서 가장 잘 알려져 있다.